# Saroba melanopasta
Saroba melanopasta là một loài bướm đêm trong họ Noctuidae.